# 메숍스크

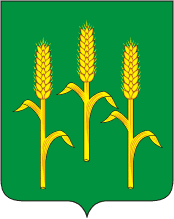

메숍스크(러시아어: Мещо́вск)는 러시아 칼루가주 중부에 위치한 도시로, 인구는 4,540명(2002년 기준)이다. 칼루가(칼루가 주의 주도)에서 남서쪽으로 85km 정도 떨어진 곳에 위치한다. 1238년 몽골의 러시아 침공 시기에 처음 등장했으며 1776년 예카테리나 2세에 의해 시로 승격되었다.